# Nupja Chiviltic
Nupja Chiviltic är en ort i Mexiko.   Den ligger i kommunen Ocosingo och delstaten Chiapas, i den sydöstra delen av landet, 800 km öster om huvudstaden Mexico City. Nupja Chiviltic ligger 846 meter över havet och antalet invånare är 139.
Terrängen runt Nupja Chiviltic är huvudsakligen kuperad, men åt sydost är den bergig. Runt Nupja Chiviltic är det glesbefolkat, med 17 invånare per kvadratkilometer. Närmaste större samhälle är San Miguel, 1,4 km väster om Nupja Chiviltic. I omgivningarna runt Nupja Chiviltic växer i huvudsak städsegrön lövskog.